# Немец, Богумил
Богумил Немец (чеш. Bohumil Němec; 12 марта 1873, Прасек (ныне Чехия) — 7 апреля 1966, Прага, ЧССР) — чешский и чехословацкий ботаник, редактор и член Чехословацкой АН (1918-66).

## Биография
Родился Богумил Немец 12 марта 1873 года в Прасеке. В 1896 году окончил Карлов университет, спустя 3 года после окончания вернулся туда, где проработал всю свою долгую и плодотворную жизнь. С 1888 по 1907 год работал научным сотрудником, с 1907 по 1966 год занимал должность профессора анатомии и физиологии растений, при этом с 1901 по 1938 год занимал должность директора института анатомии и физиологии растений при Карлов университете. Богумил Немец являлся также редактором журналов «Жива» (1910–14), «Весмир» (1923–38) и ответственным редактором журнала «Биология плантарум» (1958–66).
Активно участвовал в политике. Был член партии конституционных демократов, затем национальных демократов, На выборах президента Чехословакии  выдвигался от республиканцев и занял второе место. После 1948 года отошёл от политики. Участвовал в работе Чехословацкой академии наук. Был делегатом от Чехословацкой республики на ЭКСПО 58.
Скончался Богумил Немец 7 апреля 1966 года в Праге.

## Научные работы
Основные научные работы посвящены экспериментальной цитологии, физиологии растений и микологии.
- Активный популяризатор научных знаний.
- Исследовал роль микроэлементов в жизни растений.
- Историк чехословацкой ботанической науки и истории садоводства.
- Наиболее широко известны его научные работы по микологии и фитопатологии.
- Один из основоположников экспериментальной цитологии.
- Разработал сталолитную гипотезу геотропизма.

## Избранные научные труды
- Жизнь растений (1941).
- Учебник Общая ботаника (т.1-3) (1948-49; 1956).

## Членство в обществах
- Член Всесоюзного ботанического общества (1965-66).
- Член Германской академии естествоиспытателей "Леопольдина".
- Член Королевской шведской академии сельского и лесного хозяйства.
- Член Лондонского Линнеевского общества.
- Член Чешского и Чехословацкого королевского научного общества (1895-1966).

## Список использованной литературы
- Биологи. Биографический справочник.— Киев.: Наукова думка, 1984.— 816 с.
- БСЭ.— М.: Советская энциклопедия, 1969-78.